# Mulher Rendeira
«Mulher Rendeira» (Mujer hilandera) es una canción brasileña con ritmo de xaxado, compuesta en 1922 por Virgulino Ferreira da Silva. Fue popularizada por The Shadows y Joan Báez en los años 1960. En el Perú ha sido popularizada en ritmo de cumbia amazónica por Juaneco y su Combo, por lo que muchos creen que son los autores.

## Otros intérpretes
- Luiz Gonzaga
- Chico César
- Milton Nascimento
- Tex Ritter
- Juaneco y su Combo
- Luis Alberto del Paraná y su trío Los Paraguayos
- Egberto Gismonti